# Азовская провинция
Азо́вская прови́нция — административно-территориальная единица в составе Азовской губернии, существовавшая в 1775—1783 годы.
Образована 14 февраля 1775 года из новых земель, перешедших по Кючук-Кайнарджийскому мирному договору.
В Азовскую провинцию входили город Азов, крепость святого Димитрия Ростовского (ныне Ростов-на-Дону), Таганрог, Старо-Черкасск (ныне станица Старочеркасская Ростовской области) с территориями и станицами Земли Донских казаков, Днепровской линии (в том числе Екатеринослав, Павлоград, Александровск, Богородицкая крепость и войсковое поселение), Кинбурн с землями между Днепром и Южным Бугом, Керчь и Еникале.
С образованием Екатеринославского наместничества (30 февраля 1783 года) с Азовской и Новороссийской губерниями Азовская провинция как административно-территориальная единица была ликвидирована.